# Wijnand Speelman
Wijnand Speelman (Houten, 10 augustus 1988) is een Nederlandse radiopresentator op 3FM voor KRO-NCRV.

## Biografie
Op 15-jarige leeftijd was Speelman te horen als "krantenjongen" van Giel Beelen. Daarna maakte hij radio bij XNoizz van de EO. In januari 2011 is hij samen met Joey Koeijvoets een nachtprogramma gaan presenteren in de nacht van maandag op dinsdag op 3FM.
Vanaf 1 september 2012 presenteerde hij samen met Barend van Deelen voor de NCRV op zondagavond het programma Barend en Wijnand op 3FM. Daarnaast nam Speelman samen met Van Deelen de plaats in van Gerard Ekdom in de Freaknacht op zaterdagochtend.
Op 15 november won Speelman samen met Van Deelen de Marconi Award voor Aanstormend Talent. Het was de eerste keer dat een duo deze prijs won.
Op 1 augustus 2015 kreeg Speelman een eigen weekendprogramma op 3FM, Dit programma, Weekend Wijnand, werd van 9.00 tot 12.00 uur uitgezonden. Het duo-programma Barend en Wijnand was vanaf dat moment op vrijdagavond te horen.
Eind 2015 ging Speelman op reis voor 3FM Serious Request naar Congo. Daarnaast nam hij één dag plaats in Het Glazen Huis voor de 24-uurs Challenge. In 2016 ging opnieuw op reis, ditmaal naar Ivoorkust om de gevolgen van longontsteking bij kinderen te onderzoeken.
Bij het ingaan van de nieuwe programmering op 14 november 2016 van 3FM was Speelman de opvolger van de naar NPO Radio 2 vertrokken Paul Rabbering en zat hij dus iedere dag tussen 14.00 en 16.00 uur. Het programma Barend en Wijnand was hiermee ook gestopt.
Door een verandering in de programmering maakte Speelman op 2 september 2017 weer een programma in het weekend, dit keer ook van 09.00 tot 12.00 uur.
Nadat Roosmarijn Reijmer vertrok bij 3FM was hij tijdelijk presentator van VPRO's 3voor12 radio.
Sinds 2021 werkt Speelman intensief samen met collega Rob Janssen. Van 8 maart 2021 tot 2 september 2022 was Speelman elke vrijdag om 19.00 uur te horen samen met Janssen in Partij voor de Vrijdag op NPO 3FM. Hij nam de plek in van Pieter Kok. Tevens maakte Speelman van januari tot en met augustus 2022, samen met Janssen, ook het avondprogramma op NPO 3FM tussen 19.00 en 21.00 uur.
Speelman en Janssen maken sinds 12 september 2022 dagelijks het ochtendprogramma Rob & Wijnand en de Ochtendshow op NPO 3FM, tussen 6.00 en 9.00 uur. Tussen 9.00 en 10.00 uur komt daar nog een uur muziek achteraan in het programma We Want More 00's, wat Speelman en Janssen samen met hun collega Jorien Renkema presenteren. In 2023 nam hij voor de eerste keer plaats in Het Glazen Huis. Het stond in dat jaar in het teken van ALS en vond plaats in Nijmegen.
Op 22 mei 2024 werd bekendgemaakt dat een Speciale Vermelding van de Zilveren Reissmicrofoon ging naar het interview van Speelman met ALS-patiënt Anjo Snijders. Nederland leerde Snijders kennen tijdens 3FM Serious Request. Vanwege zijn verslechterde situatie besloot hij afgelopen maart zijn eigen einde te kiezen met behulp van euthanasie. Voordat Snijders afscheid nam, wilde hij zijn laatste publieke gesprek voeren bij Wijnand in de ochtend.
In de zomer van 2024 werd Speelman herenigd met Barend van Deelen om voor 3FM het EK te verslaan.
In december 2024 zat hij net als het jaar daarvoor in het glazen huis voor 3FM Serious Request. Ditmaal was de inzamelingsactie voor Metakids en vond plaats in Zwolle.